# 韓国ポリテク大学
韓国ポリテク大学（かんこくぽりてくだいがく）は、大韓民国の技能大学。

## 概要
既にある技能大学と技術専門学校を統合して2006年に開校した。卒業時に2年制産業学士の学位が授与される。各地域に7個の大学が、4個の特性化大学が編成されている。

## 沿革
- 1977年7月 - 技能大学法及び同施行令制定
- 2006年3月 - 技能大学と職業専門学校を統合してポリテク大学に。24校ある技能大学と21校ある職業訓練施設を11校に統合。

## 下部大学
キャンパスに関する内容は、各ポリテク大学の項目から確認されたい。
- 韓国ポリテク1大学 - ソウル、京畿道、済州特別自治道圏域
  - ソウル正修キャンパス（本部）
  - 城南キャンパス
  - ソウル江西キャンパス
  - 済州キャンパス
- 韓国ポリテク2大学 - 仁川広域市、京畿道圏域
  - 仁川キャンパス（本部）
  - 南仁川キャンパス
  - 華城キャンパス
- 韓国ポリテク3大学 - 江原特別自治道圏域
  - 春川キャンパス（本部）
  - 江陵キャンパス
  - 原州キャンパス
  - 旌善キャンパス
- 韓国ポリテク4大学 - 大田広域市、忠清北道、忠清南道圏域
  - 大田キャンパス（本部）
  - 清州キャンパス
  - 牙山キャンパス
  - 洪城キャンパス
  - 堤川キャンパス
  - 忠州キャンパス
- 韓国ポリテク5大学 - 光州広域市、全羅北道、全羅南道圏域
  - 光州キャンパス（本部）
  - 金堤キャンパス
  - 木浦キャンパス
  - 高敞キャンパス
  - 益山キャンパス
  - 順天キャンパス
  - 南原キャンパス
- 韓国ポリテク6大学 - 大邱広域市、慶尚北道圏域
  - 大邱キャンパス（本部）
  - 亀尾キャンパス
  - 達城キャンパス
  - 浦項キャンパス
  - 栄州キャンパス
  - 金泉キャンパス
- 韓国ポリテク7大学 - 釜山広域市、蔚山広域市、慶尚南道圏域
  - 昌原キャンパス（本部）
  - 釜山キャンパス
  - 蔚山キャンパス
  - 居昌キャンパス
  - 東釜山キャンパス
  - 晋州キャンパス
- 韓国ポリテク女子大学（京畿道安城市 (京畿道)）
- 韓国ポリテク航空大学（慶尚南道泗川市）
- 韓国ポリテク繊維ファッション大学（大邱広域市）
- 韓国ポリテクバイオ大学（忠清南道論山市）